# Maniquí capgrís
El maniquí capgrís (Spermestes griseicapilla) és un ocell de la família dels estríldids (Estrildidae).

## Hàbitat i distribució
Habita sabanes espinoses de Sudan del Sud, nord-est d'Uganda i sud d'Etiòpia, cap al sud, a través de l'est i sud-est de Kenya fins al centre de Tanzània.